# Golden Globe for bedste mandlige birolle - film
Golden Globe for Bedste mandlige birolle – film er en Golden Globe Award, der første gang blev uddelt i 1945 af Hollywood Foreign Press Association, for en præstation i en film udgivet i det foregående år.

## Vindere og nominerede

### 1940'erne
| År   | Skuespiller      | Karakter          | Film                       |
| ---- | ---------------- | ----------------- | -------------------------- |
| 1943 | Akim Tamiroff    | Pablo             | Hvem ringer klokkerne for? |
| 1944 | Barry Fitzgerald | Father Fitzgibbon | Går du min vej?            |
| 1945 | J. Carrol Naish  | Charley Martin    | A Medal for Benny          |
| 1946 | Clifton Webb     | Elliott Templeton | Knivens æg                 |
| 1947 | Edmund Gwenn     | Kris Kringle      | Hvem ringer klokkerne for? |
| 1948 | Walter Huston    | Howard            | Tre mand søger guld        |
| 1949 | James Whitmore   | Kinnie            | Heltene fra Bastogne       |

### 1950'erne
| År   | Skuespiller          | Karakter                       | Film                         |
| ---- | -------------------- | ------------------------------ | ---------------------------- |
| 1950 | Edmund Gwenn         | 'Skipper' Miller               | Mr. 880                      |
| 1950 | George Sanders       | Addison DeWitt                 | Alt om Eva                   |
| 1950 | Erich von Stroheim   | Max Von Mayerling              | Sunset Boulevard             |
| 1951 | Peter Ustinov        | Nero                           | Quo Vadis?                   |
| 1952 | Millard Mitchell     | James Connie                   | Mine 6 straffefanger         |
| 1952 | Kurt Kasznar         | Uncle Louis Bonnard            | Den lykkelige tid            |
| 1952 | Gilbert Roland       | Victor 'Gaucho' Ribera         | Illusionernes by             |
| 1953 | Frank Sinatra        | Pvt. Angelo Maggio             | Herfra til evigheden         |
| 1954 | Edmond O'Brien       | Oscar Muldoon                  | Den barfodede grevinde       |
| 1955 | Arthur Kennedy       | Barney                         | Trial                        |
| 1956 | Earl Holliman        | Jim Curry                      | Regnmageren                  |
| 1956 | Eddie Albert         | Capt. McLean                   | Det lille tehus              |
| 1956 | Oscar Homolka        | General Kutuzov                | Krig og fred                 |
| 1956 | Anthony Quinn        | Paul Gauguin                   | Filmen om Van Gogh           |
| 1956 | Eli Wallach          | Silva Vacarro                  | Baby Doll                    |
| 1957 | Red Buttons          | Joe Kelly                      | Sayonara... farlig kærlighed |
| 1957 | Lee J. Cobb          | Juror #3                       | Tolv vrede mænd              |
| 1957 | Sessue Hayakawa      | Colonel Saito                  | Broen over floden Kwai       |
| 1957 | Nigel Patrick        | Prof. Jerusalem Webster Stiles | Det gyldne træ               |
| 1957 | Ed Wynn              | Paul Beaseley                  | Den store løgn               |
| 1958 | Burl Ives            | Rufus Hannassey                | Det store land               |
| 1958 | Harry Guardino       | Angelo Donatello               | Skal du giftes med far?      |
| 1958 | David Ladd           | David Chandler                 | Manden fra Sydstaterne       |
| 1958 | Gig Young            | Dr. Hugo Pine                  | Min yndlingspige             |
| 1958 | Efrem Zimbalist, Jr. | Jacob 'Jake' Diamond           | Hjem før natten              |
| 1959 | Stephen Boyd         | Messala                        | Ben-Hur                      |
| 1959 | Fred Astaire         | Julian Osborn                  | På stranden                  |
| 1959 | Tony Randall         | Jonathan Forbes                | Løs på tråden                |
| 1959 | Robert Vaughn        | Chester A. 'Chet' Gwynn        | Ung mand fra Philadelphia    |
| 1959 | Joseph N. Welch      | Judge Weaver                   | Et mords analyse             |

### 1960'erne
| År   | Skuespiller          | Karakter                     | Film                                |
| ---- | -------------------- | ---------------------------- | ----------------------------------- |
| 1960 | Sal Mineo            | Dov Landau                   | Exodus                              |
| 1960 | Lee Kinsolving       | Sammy Goldenbaum             | Mørket ovenpå                       |
| 1960 | Ray Stricklyn        | Jeb Lucas Tyler              | Præriens skrappe bande              |
| 1960 | Woody Strode         | Draba                        | Spartacus                           |
| 1960 | Peter Ustinov        | Lentulus Batiatus            | Spartacus                           |
| 1961 | George Chakiris      | Bernardo                     | West Side Story                     |
| 1961 | Montgomery Clift     | Rudolph Petersen             | Dommen i Nürnberg                   |
| 1961 | Jackie Gleason       | Minnesota Fats               | Hajen                               |
| 1961 | Tony Randall         | Peter 'Pete' Ramsey          | En pyjamas for to                   |
| 1961 | George C. Scott      | Bert Gordon                  | Hajen                               |
| 1962 | Omar Sharif          | Sherif Ali                   | Lawrence af Arabien                 |
| 1962 | Ed Begley            | Tom Boss Finley              | Ungdoms søde fugl                   |
| 1962 | Victor Buono         | Edwin Flagg                  | Hvad blev der egentlig af Baby Jane |
| 1962 | Harry Guardino       | Sgt. Joseph Contini          | Duen der befriede Rom               |
| 1962 | Ross Martin          | Garland Humphrey 'Red' Lynch | Stemmen i mørket                    |
| 1962 | Paul Newman          | The Battler                  | Vinderen taber altid                |
| 1962 | Cesar Romero         | Robert Swan / Adam Wright    | Kærlighedens ABC                    |
| 1962 | Telly Savalas        | Feto Gomez                   | Manden fra Alcatraz                 |
| 1962 | Peter Sellers        | Clare Quilty                 | Lolita                              |
| 1962 | Harold J. Stone      | Frank Garnell                | Chapman-rapporten                   |
| 1963 | John Huston          | Cardinal Glennon             | Kardinalen                          |
| 1963 | Lee J. Cobb          | Harry R. Baker               | Pas på ungkarlene                   |
| 1963 | Bobby Darin          | Cpl. Jim Tompkins            | Militærlægen Kaptajn Newman         |
| 1963 | Melvyn Douglas       | Homer Bannon                 | Den utæmmelige                      |
| 1963 | Hugh Griffith        | Squire Western               | Tom Jones                           |
| 1963 | Paul Mann            | Aleko Sinnikoglou            | Amerika, Amerika                    |
| 1963 | Roddy McDowall       | Octavian, alias Augustus     | Cleopatra                           |
| 1963 | Gregory Rozakis      | Hohannes Gardashian          | Amerika, Amerika                    |
| 1964 | Edmond O'Brien       | Senator Ray Clark            | 7 dage i maj                        |
| 1964 | Cyril Delevanti      | Nonno                        | Fanget i natten                     |
| 1964 | Stanley Holloway     | Alfred P. Doolittle          | My Fair Lady                        |
| 1964 | Gilbert Roland       | Dull Knife                   | Indianerne                          |
| 1964 | Lee Tracy            | Art Hockstader               | Den bedste mand                     |
| 1965 | Oskar Werner         | Fiedler                      | Spionen der kom ind fra kulden      |
| 1965 | Red Buttons          | Arthur Landau                | Harlow, Hollywoods dronning         |
| 1965 | Frank Finlay         | Iago                         | Othello                             |
| 1965 | Hardy Krüger         | Heinrich Dorfmann            | Vinger til fugl Føniks              |
| 1965 | Telly Savalas        | Sgt. Guffy                   | Panserslaget ved Ardennerne         |
| 1966 | Richard Attenborough | Frenchy Burgoyne             | Kanonbåden San Pablo                |
| 1966 | Mako                 | Po-han                       | Kanonbåden San Pablo                |
| 1966 | John Saxon           | Chuy Medina                  | Banditterne                         |
| 1966 | George Segal         | Nick                         | Hvem er bange for Virginia Woolf?   |
| 1966 | Robert Shaw          | Henry VIII                   | Mand til alle tider                 |
| 1967 | Richard Attenborough | Albert Blossom               | Doktor Dolittle                     |
| 1967 | John Cassavetes      | Victor R. Franko             | Det beskidte dusin                  |
| 1967 | George Kennedy       | Dragline                     | Skrappe Luke                        |
| 1967 | Michael J. Pollard   | C.W. Moss                    | Bonnie og Clyde                     |
| 1967 | Efrem Zimbalist, Jr. | Sam Hendrix                  | Fanget af mørket                    |
| 1968 | Daniel Massey        | Noël Coward                  | Star!                               |
| 1968 | Beau Bridges         | Tim Austin                   | En mand til Ivy                     |
| 1968 | Ossie Davis          | Joseph Lee                   | Skalpejægerne                       |
| 1968 | Hugh Griffith        | Lebedev                      | Jøden fra Kiev                      |
| 1968 | Martin Sheen         | Timmy Cleary                 | Tolv røde roser                     |
| 1969 | Gig Young            | Rocky                        | Jamen, man skyder da heste?         |
| 1969 | Red Buttons          | Sailor                       | Jamen, man skyder da heste?         |
| 1969 | Jack Nicholson       | George Hanson                | Easy Rider                          |
| 1969 | Anthony Quayle       | Cardinal Thomas Wolsey       | Anne, dronning i tusind dage        |
| 1969 | Mitch Vogel          | Lucius McCaslin              | De tre fra Mississippi              |

### 1970'erne
| År   | Skuespiller         | Karakter                          | Film                                                    |
| ---- | ------------------- | --------------------------------- | ------------------------------------------------------- |
| 1970 | John Mills          | Michael                           | Ryans datter                                            |
| 1970 | Chief Dan George    | Old Lodge Skins                   | En god dag at dø                                        |
| 1970 | Trevor Howard       | Father Collins                    | Ryans datter                                            |
| 1970 | George Kennedy      | Joe Patroni                       | Airport - vinger af ild                                 |
| 1970 | John Marley         | Phil Cavalleri                    | Love Story                                              |
| 1971 | Ben Johnson         | Sam the Lion                      | Sidste forestilling                                     |
| 1971 | Tom Baker           | Rasputin                          | Nicholas og Alexandra                                   |
| 1971 | Art Garfunkel       | Sandy                             | Kødets lyst                                             |
| 1971 | Paul Mann           | Lazar Wolf                        | Spillemand på en tagryg                                 |
| 1971 | Jan-Michael Vincent | Jimmy Graham                      | Løsladt uden frihed                                     |
| 1972 | Joel Grey           | Master of Ceremonies              | Cabaret                                                 |
| 1972 | James Caan          | Sonny Corleone                    | The Godfather                                           |
| 1972 | James Coco          | Sancho Panza                      | Manden fra La Mancha                                    |
| 1972 | Alec McCowen        | Henry Pulling                     | Min utæmmelige tante                                    |
| 1972 | Clive Revill        | Carlo Carlucci                    | Avanti - kom ind!                                       |
| 1973 | John Houseman       | Charles W. Kingsfield, Jr.        | Super-studenten                                         |
| 1973 | Martin Balsam       | Harry Walden                      | Husker du                                               |
| 1973 | Jack Gilford        | Phil Greene                       | Manden i midten                                         |
| 1973 | Randy Quaid         | Meadows                           | Den hårde straf                                         |
| 1973 | Max von Sydow       | Father Merrin                     | Eksorcisten                                             |
| 1974 | Fred Astaire        | Harlee Claiborne                  | Det tårnhøje helvede                                    |
| 1974 | Eddie Albert        | Warden Hazen                      | Det skrappe hold                                        |
| 1974 | Bruce Dern          | Tom Buchanan                      | Den store Gatsby                                        |
| 1974 | John Huston         | Noah Cross                        | Chinatown                                               |
| 1974 | Sam Waterston       | Nick Carraway                     | Den store Gatsby                                        |
| 1975 | Richard Benjamin    | Ben Clark                         | Sunshine Boys                                           |
| 1975 | John Cazale         | Sal                               | En skæv eftermiddag                                     |
| 1975 | Charles Durning     | Eugene Moretti                    | En skæv eftermiddag                                     |
| 1975 | Henry Gibson        | Haven Hamilton                    | Nashville                                               |
| 1975 | Burgess Meredith    | Harry Greener                     | Katastrofenatten                                        |
| 1976 | Laurence Olivier    | Christian Szell                   | Marathonmanden                                          |
| 1976 | Marty Feldman       | Marty Eggs                        | Silent Movie                                            |
| 1976 | Ron Howard          | Gillom Rogers                     | Seksløberen som blev tavs                               |
| 1976 | Jason Robards       | Benjamin C. Bradlee               | Alle præsidentens mænd                                  |
| 1976 | Oskar Werner        | Professor Egon Kreisler           | S/S St. Louis - Skibet som fik verden til at skamme sig |
| 1977 | Peter Firth         | Alan Strang                       | Hesteguden                                              |
| 1977 | Mikhail Baryshnikov | Yuri Kopeikine                    | Skillevejen                                             |
| 1977 | Alec Guinness       | Obi-Wan Kenobi                    | Star Wars                                               |
| 1977 | Jason Robards       | Dashiell Hammett                  | Julia                                                   |
| 1977 | Maximilian Schell   | Johann                            | Julia                                                   |
| 1978 | John Hurt           | Max                               | Midnight Express                                        |
| 1978 | Bruce Dern          | Bob Hyde                          | Coming Home - På vej hjem                               |
| 1978 | Dudley Moore        | Stanley Tibbets                   | Pigen der vidste for meget                              |
| 1978 | Robert Morley       | Max                               | Mad og mord                                             |
| 1978 | Christopher Walken  | Cpl. Nikanor "Nick" Chevotarevich | Deer Hunter                                             |
| 1979 | Melvyn Douglas      | Benjamin Rand                     | Being There                                             |
| 1979 | Robert Duvall       | Lt. Col. Bill Kilgore             | Dommedag nu                                             |
| 1979 | Frederic Forrest    | Huston Dyer                       | The Rose                                                |
| 1979 | Justin Henry        | Billy Kramer                      | Kramer mod Kramer                                       |
| 1979 | Laurence Olivier    | Julius                            | Det første kys                                          |

### 1980'erne
| År   | Skuespiller            | Karakter                | Film                                  |
| ---- | ---------------------- | ----------------------- | ------------------------------------- |
| 1980 | Timothy Hutton         | Conrad Jarrett          | En ganske almindelig familie          |
| 1980 | Judd Hirsch            | Tyrone Berger           | En ganske almindelig familie          |
| 1980 | Joe Pesci              | Joey LaMotta            | Tyren fra Bronx                       |
| 1980 | Jason Robards          | Howard Hughes           | Melvin og Howard                      |
| 1980 | Scott Wilson           | Capt. Billy Cutshaw     | Den niende kombination                |
| 1981 | John Gielgud           | Hobson                  | Arthur - skidefuld og på rulleskøjter |
| 1981 | James Coco             | Jimmy                   | Only When I Laugh                     |
| 1981 | Jack Nicholson         | Eugene O'Neill          | Reds                                  |
| 1981 | Howard E. Rollins, Jr. | Coalhouse Walker, Jr.   | Ragtime                               |
| 1981 | Orson Welles           | Judge Rauch             | Butterfly                             |
| 1982 | Louis Gossett Jr.      | Emil Foley              | Officer og gentleman                  |
| 1982 | Raul Julia             | Kalibanos               | Storm                                 |
| 1982 | David Keith            | Sid Worley              | Officer og gentleman                  |
| 1982 | James Mason            | Ed Concannon            | Dommen                                |
| 1982 | Jim Metzler            | Mason McCormick         | Tex                                   |
| 1983 | Jack Nicholson         | Garrett Breedlove       | Tid til kærtegn                       |
| 1983 | Steven Bauer           | Manny Ribera            | Scarface                              |
| 1983 | Charles Durning        | Col. Erhardt            | At være eller ikke være               |
| 1983 | Gene Hackman           | Alex Grazier            | I skudlinien                          |
| 1983 | Kurt Russell           | Drew Stephens           | Silkwood                              |
| 1984 | Haing S. Ngor          | Dith Pran               | The Killing Fields                    |
| 1984 | Adolph Caesar          | Sgt. Waters             | Soldier Story                         |
| 1984 | Richard Crenna         | Phil Brody              | Flamingo Kid                          |
| 1984 | Jeffrey Jones          | Emperor Joseph II       | Amadeus                               |
| 1984 | Noriyuki "Pat" Morita  | Keisuke Miyagi          | Karate Kid                            |
| 1985 | Klaus Maria Brandauer  | Bror von Blixen-Finecke | Mit Afrika                            |
| 1985 | Joel Grey              | Chiun                   | Remo - ubevæbnet og farlig            |
| 1985 | John Lone              | Joey Tai                | Chinatown bløder                      |
| 1985 | Eric Roberts           | Buck                    | Runaway Train - Flugtekspressen       |
| 1985 | Eric Stoltz            | Rocky Dennis            | Masken                                |
| 1986 | Tom Berenger           | Sgt. Barnes             | Platoon                               |
| 1986 | Michael Caine          | Elliot                  | Hannah og hendes søstre               |
| 1986 | Dennis Hopper          | Frank Booth             | Blue Velvet                           |
| 1986 | Dennis Hopper          | Shooter                 | Hoosiers                              |
| 1986 | Ray Liotta             | Ray Sinclair            | Vild og blodig                        |
| 1987 | Sean Connery           | Jim Malone              | De uovervindelige                     |
| 1987 | Richard Dreyfuss       | Aaron Levinsky          | Nuts                                  |
| 1987 | R. Lee Ermey           | Gny. Sgt. Hartman       | Full Metal Jacket                     |
| 1987 | Morgan Freeman         | Fast Black              | Street Smart                          |
| 1987 | Rob Lowe               | Rory                    | Square Dance                          |
| 1988 | Martin Landau          | Abe Karatz              | Tucker - en mand og hans drøm         |
| 1988 | Alec Guinness          | William Dorrit          | Lille Dorrit                          |
| 1988 | Neil Patrick Harris    | David Hart              | Clara's Heart                         |
| 1988 | Raul Julia             | Roberto Strausmann      | Moon Over Parador                     |
| 1988 | Lou Diamond Phillips   | Angel Guzman            | Vis hvad du kan                       |
| 1988 | River Phoenix          | Danny Pope              | Running on Empty                      |
| 1989 | Denzel Washington      | Pvt. Trip               | Ærens mark                            |
| 1989 | Danny Aiello           | Sal                     | Do the Right Thing                    |
| 1989 | Sean Connery           | Henry Jones, Sr.        | Indiana Jones og det sidste korstog   |
| 1989 | Ed Harris              | Dave                    | Jacknife                              |
| 1989 | Bruce Willis           | Emmett Smith            | In Country                            |

### 1990'erne
| År   | Skuespiller           | Karakter                    | Film                    |
| ---- | --------------------- | --------------------------- | ----------------------- |
| 1990 | Bruce Davison         | David                       | Longtime Companion      |
| 1990 | Armand Assante        | Roberto "Bobby Tex" Texador | Dødbringende viden      |
| 1990 | Hector Elizondo       | Barney Thompson             | Pretty Woman            |
| 1990 | Andy García           | Vincent Mancini             | The Godfather: Part III |
| 1990 | Al Pacino             | Alphonse "Big Boy" Caprice  | Dick Tracy              |
| 1990 | Joe Pesci             | Tommy DeVito                | Goodfellas              |
| 1991 | Jack Palance          | Curly Washburn              | Herretur                |
| 1991 | Ned Beatty            | Josef Locke                 | Hear My Song            |
| 1991 | John Goodman          | Charlie Meadows             | Barton Fink             |
| 1991 | Harvey Keitel         | Mickey Cohen                | Bugsy                   |
| 1991 | Ben Kingsley          | Meyer Lansky                | Bugsy                   |
| 1992 | Gene Hackman          | Little Bill Daggett         | De nådesløse            |
| 1992 | Jack Nicholson        | Col. Nathan R. Jessup       | Et spørgsmål om ære     |
| 1992 | Chris O'Donnell       | Charlie Simms               | En duft af kvinde       |
| 1992 | Al Pacino             | Richard Roma                | Sælger til salg         |
| 1992 | David Paymer          | Stan                        | Mr. Saturday Night      |
| 1993 | Tommy Lee Jones       | Samuel Gerard               | Flygtningen             |
| 1993 | Leonardo DiCaprio     | Arnie Grape                 | Hvad så, Gilbert Grape? |
| 1993 | Ralph Fiennes         | Amon Göth                   | Schindlers liste        |
| 1993 | John Malkovich        | Mitch Leary                 | Lige på kornet          |
| 1993 | Sean Penn             | David Kleinfeld             | Fanget af fortiden      |
| 1994 | Martin Landau         | Bela Lugosi                 | Ed Wood                 |
| 1994 | Kevin Bacon           | Wade                        | The River Wild          |
| 1994 | Samuel L. Jackson     | Jules Winnfield             | Pulp Fiction            |
| 1994 | Gary Sinise           | Lt. Dan Taylor              | Forrest Gump            |
| 1994 | John Turturro         | Herb Stempel                | Quiz Show               |
| 1995 | Brad Pitt             | Jeffrey Goines              | Twelve Monkeys          |
| 1995 | Ed Harris             | Gene Kranz                  | Apollo 13               |
| 1995 | John Leguizamo        | Chi-Chi Rodriguez           | To Wong Foo             |
| 1995 | Tim Roth              | Archibald Cunningham        | Rob Roy                 |
| 1995 | Kevin Spacey          | Keyser Söze                 | The Usual Suspects      |
| 1996 | Edward Norton         | Aaron Stampler              | Primal Fear             |
| 1996 | Cuba Gooding Jr.      | Rod Tidwell                 | Jerry Maguire           |
| 1996 | Samuel L. Jackson     | Carl Lee Hailey             | A Time To Kill          |
| 1996 | Paul Scofield         | Judge Thomas Danforth       | Heksejagt               |
| 1996 | James Woods           | Byron De La Beckwith        | Ghosts of Mississippi   |
| 1997 | Burt Reynolds         | Jack Horner                 | Boogie Nights           |
| 1997 | Rupert Everett        | George Downes               | Min bedste vens bryllup |
| 1997 | Anthony Hopkins       | John Quincy Adams           | Amistad                 |
| 1997 | Greg Kinnear          | Simon Bishop                | Det bli'r ikke bedre    |
| 1997 | Jon Voight            | Leo F. Drummond             | The Rainmaker           |
| 1997 | Robin Williams        | Dr. Sean Maguire            | Good Will Hunting       |
| 1998 | Ed Harris             | Christof                    | The Truman Show         |
| 1998 | Robert Duvall         | Jerome Facher               | Civil Action            |
| 1998 | Bill Murray           | Herman Blume                | Rushmore                |
| 1998 | Geoffrey Rush         | Philip Henslowe             | Shakespeare in Love     |
| 1998 | Donald Sutherland     | Bill Bowerman               | Without Limits          |
| 1998 | Billy Bob Thornton    | Jacob Mitchell              | En simpel plan          |
| 1999 | Tom Cruise            | Frank T.J. Mackey           | Magnolia                |
| 1999 | Michael Caine         | Dr. Wilbur Larch            | Æblemostreglementet     |
| 1999 | Michael Clarke Duncan | John Coffey                 | Den Grønne Mil          |
| 1999 | Jude Law              | Dickie Greenleaf            | The Talented Mr. Ripley |
| 1999 | Haley Joel Osment     | Cole Sear                   | Den sjette sans         |

### 2000'erne
| År   | Skuespiller            | Karakter                  | Film                                         |
| ---- | ---------------------- | ------------------------- | -------------------------------------------- |
| 2000 | Benicio del Toro       | Javier Rodriguez          | Traffic                                      |
| 2000 | Jeff Bridges           | Jackson Evans             | The Contender                                |
| 2000 | Willem Dafoe           | Max Schreck               | Shadow of the Vampire                        |
| 2000 | Albert Finney          | Edward L. Masry           | Erin Brockovich                              |
| 2000 | Joaquin Phoenix        | Commodus                  | Gladiator                                    |
| 2001 | Jim Broadbent          | John Bayley               | Iris                                         |
| 2001 | Steve Buscemi          | Seymour                   | Ghost World                                  |
| 2001 | Hayden Christensen     | Sam Monroe                | Life as a House                              |
| 2001 | Ben Kingsley           | Don Logan                 | Sexy Beast                                   |
| 2001 | Jude Law               | Gigolo Joe                | A. I. - kunstig intelligens                  |
| 2001 | Jon Voight             | Howard Cosell             | Ali                                          |
| 2002 | Chris Cooper           | John Laroche              | Orkidé-tyven                                 |
| 2002 | Ed Harris              | Richard Brown             | The Hours                                    |
| 2002 | Paul Newman            | John Rooney               | Road to Perdition                            |
| 2002 | Dennis Quaid           | Frank Whitaker            | Far from Heaven                              |
| 2002 | John C. Reilly         | Amos Hart                 | Chicago                                      |
| 2003 | Tim Robbins            | Dave Boyle                | Mystic River                                 |
| 2003 | Alec Baldwin           | Shelly Kaplow             | The Cooler                                   |
| 2003 | Albert Finney          | Ed Bloom (Old)            | Big Fish                                     |
| 2003 | William H. Macy        | "Tick Tock" McLaughlin    | Seabiscuit                                   |
| 2003 | Peter Sarsgaard        | Chuck Lane                | Shattered Glass                              |
| 2003 | Ken Watanabe           | Lord Moritsugu Katsumoto  | Den sidste samurai                           |
| 2004 | Clive Owen             | Larry Gray                | Closer                                       |
| 2004 | David Carradine        | Bill                      | Kill Bill: Volume 2                          |
| 2004 | Jamie Foxx             | Max Durocher              | Collateral                                   |
| 2004 | Thomas Haden Church    | Jack Cole                 | Sideways                                     |
| 2004 | Morgan Freeman         | Eddie "Scrap-Iron" Dupris | Million Dollar Baby                          |
| 2005 | George Clooney         | Bob Barnes                | Syriana                                      |
| 2005 | Matt Dillon            | John Ryan                 | Crash                                        |
| 2005 | Will Ferrell           | Franz Liebkind            | The Producers                                |
| 2005 | Paul Giamatti          | Joe Gould                 | Cinderella Man                               |
| 2005 | Bob Hoskins            | Vivian Van Damm           | Mrs. Henderson præsenterer                   |
| 2006 | Eddie Murphy           | James "Thunder" Early     | Dreamgirls                                   |
| 2006 | Ben Affleck            | George Reeves             | Hollywoodland                                |
| 2006 | Jack Nicholson         | Frank Costello            | The Departed                                 |
| 2006 | Brad Pitt              | Richard Jones             | Babel                                        |
| 2006 | Mark Wahlberg          | Staff Sgt. Sean Dignam    | The Departed                                 |
| 2007 | Javier Bardem          | Anton Chigurh             | No Country for Old Men                       |
| 2007 | Casey Affleck          | Robert Ford               | Mordet på Jesse James af kujonen Robert Ford |
| 2007 | Philip Seymour Hoffman | Gust Avrakotos            | Charlie Wilson's War                         |
| 2007 | John Travolta          | Edna Turnblad             | Hairspray                                    |
| 2007 | Tom Wilkinson          | Arthur Edens              | Michael Clayton                              |
| 2008 | Heath Ledger (posthum) | The Joker                 | The Dark Knight                              |
| 2008 | Tom Cruise             | Les Grossman              | Tropic Thunder                               |
| 2008 | Robert Downey Jr.      | Kirk Lazarus              | Tropic Thunder                               |
| 2008 | Ralph Fiennes          | William Cavendish         | The Duchess                                  |
| 2008 | Philip Seymour Hoffman | Father Brendan Flynn      | Doubt                                        |
| 2009 | Christoph Waltz        | Col. Hans Landa           | Inglourious Basterds                         |
| 2009 | Matt Damon             | Francois Pienaar          | Invictus                                     |
| 2009 | Woody Harrelson        | Capt. Tony Stone          | The Messenger                                |
| 2009 | Christopher Plummer    | Leo Tolstoj               | The Last Station                             |
| 2009 | Stanley Tucci          | George Harvey             | The Lovely Bones                             |

### 2010s
| År                   | Skuespiller            | Karakter                                  | Film                            |
| -------------------- | ---------------------- | ----------------------------------------- | ------------------------------- |
| 2010                 | Christian Bale         | Dicky Eklund                              | The Fighter                     |
| 2010                 | Michael Douglas        | Gordon Gekko                              | Wall Street: Money Never Sleeps |
| 2010                 | Andrew Garfield        | Eduardo Saverin                           | The Social Network              |
| 2010                 | Jeremy Renner          | James "Jem" Coughlin                      | The Town                        |
| 2010                 | Geoffrey Rush          | Lionel Logue                              | Kongens store tale              |
| 2011                 | Christopher Plummer    | Hal Fields                                | Beginners                       |
| 2011                 | Kenneth Branagh        | Laurence Olivier                          | My Week with Marilyn            |
| 2011                 | Albert Brooks          | Bernie Rose                               | Drive                           |
| 2011                 | Jonah Hill             | Peter Brand                               | Moneyball                       |
| 2011                 | Viggo Mortensen        | Sigmund Freud                             | A Dangerous Method              |
| 2012                 | Christoph Waltz        | Dr. King Schultz                          | Django Unchained                |
| 2012                 | Alan Arkin             | Lester Siegel                             | Operation Argo                  |
| 2012                 | Leonardo DiCaprio      | Calvin J. Candie                          | Django Unchained                |
| 2012                 | Philip Seymour Hoffman | Lancaster Dodd                            | The Master                      |
| 2012                 | Tommy Lee Jones        | Thaddeus Stevens                          | Lincoln                         |
| 2013                 | Jared Leto             | Rayon                                     | Dallas Buyers Club              |
| 2013                 | Barkhad Abdi           | Abduwali Muse                             | Captain Phillips                |
| 2013                 | Daniel Brühl           | Niki Lauda                                | Rush                            |
| 2013                 | Bradley Cooper         | Richard "Richie" DiMaso                   | American Hustle                 |
| 2013                 | Michael Fassbender     | Edwin Epps                                | 12 Years a Slave                |
| 2014                 |                        |                                           |                                 |
| J. K. Simmons        | Terence Fletcher       | Whiplash                                  |                                 |
| Robert Duvall        | Judge Joseph Palmer    | The Judge                                 |                                 |
| Ethan Hawke          | Mason Evans, Sr.       | Boyhood                                   |                                 |
| Edward Norton        | Mike Shiner            | Birdman                                   |                                 |
| Mark Ruffalo         | Dave Schultz           | Foxcatcher                                |                                 |
| 2015                 |                        |                                           |                                 |
| Sylvester Stallone   | Rocky Balboa           | Creed                                     |                                 |
| Paul Dano            | Brian Wilson           | Love & Mercy                              |                                 |
| Idris Elba           | The Commandant         | Beasts of No Nation                       |                                 |
| Mark Rylance         | Rudolf Abel            | Spionernes bro                            |                                 |
| Michael Shannon      | Rick Carver            | 99 Homes                                  |                                 |
| 2016                 |                        |                                           |                                 |
| Aaron Taylor-Johnson | Ray Marcus             | Natdyr (film)                             |                                 |
| Mahershala Ali       | Juan                   | Moonlight                                 |                                 |
| Jeff Bridges         | Marcus Hamilton        | Hell or High Water                        |                                 |
| Simon Helberg        | Cosmé McMoon           | Florence                                  |                                 |
| Dev Patel            | Saroo Brierley         | Lion                                      |                                 |
| 2017                 |                        |                                           |                                 |
| Sam Rockwell         | Jason Dixon            | Three Billboards Outside Ebbing, Missouri |                                 |
| Willem Dafoe         | Bobby Hicks            | The Florida Project                       |                                 |
| Armie Hammer         | Oliver                 | Call Me by Your Name                      |                                 |
| Richard Jenkins      | Giles                  | The Shape of Water                        |                                 |
| Christopher Plummer  | J. Paul Getty          | All the Money in the World                |                                 |
| 2018                 |                        |                                           |                                 |
| Mahershala Ali       | Don Shirley            | Green Book                                |                                 |
| Timothée Chalamet    | Nic Sheff              | Beautiful Boy                             |                                 |
| Adam Driver          | Flip Zimmerman         | BlacKkKlansman                            |                                 |
| Richard E. Grant     | Jack Hock              | Can You Ever Forgive Me?                  |                                 |
| Sam Rockwell         | George W. Bush         | Vice                                      |                                 |
| 2019                 |                        |                                           |                                 |
| Brad Pitt            | Cliff Booth            | Once Upon a Time in Hollywood             |                                 |
| Tom Hanks            | Fred Rogers            | En ven for livet                          |                                 |
| Anthony Hopkins      | Pope Benedict XVI      | The Two Popes                             |                                 |
| Al Pacino            | Jimmy Hoffa            | The Irishman                              |                                 |
| Joe Pesci            | Russell Bufalino       | The Irishman                              |                                 |

| År   | Skuespiller       | Karakter      | Film                        |
| ---- | ----------------- | ------------- | --------------------------- |
| 2020 | Daniel Kaluuya    | Fred Hampton  | Judas and the Black Messiah |
| 2020 | Sacha Baron Cohen | Abbie Hoffman | The Trial of the Chicago 7  |
| 2020 | Jared Leto        | Albert Sparma | The Little Things           |
| 2020 | Bill Murray       | Felix Keane   | On the Rocks                |
| 2020 | Leslie Odom Jr.   | Sam Cooke     | One Night in Miami...       |